# Sisyphus ocellatus
Sisyphus ocellatus là một loài bọ cánh cứng trong họ Bọ hung (Scarabaeidae).